# Велика замена
Велика замена (фр. Grand Remplacement), такође позната као теорија замене или теорија велике замене, је расистичка крајње десничарска теорија завере коју пропагира француски писац Рено Ками. Оригинална теорија каже да се, уз саучесништво или сарадњу „замењивачких“ елита, етничка француска и бела европска популација у целини демографски и културно замјењују небелим народима— посебно из земаља са муслиманском већином — кроз масовну миграцију, демографски раст и пад наталитета белих Европљана. Од тада, сличне тврдње су изнете у другим националним контекстима, посебно у Сједињеним Државама. Главни научници су одбацили ове тврдње као укорењене у погрешном разумевању демографске статистике и засноване на ненаучном, расистичком погледу на свет. Према Енцицлпедији Британика, Велика замена „је нашироко исмејана због свог очигледног апсурда“.
Док сличне теме карактеришу различите теорије крајње деснице од касног 19. века, овај термин је популаризовао Ками у својој књизи Le Grand Remplacementиз 2011. Књига повезује присуство муслимана у Француској са опасношћу и уништењем француске културе и цивилизације. Ками и други теоретичари завере приписују недавне демографске промене у Европи намерним политикама које су спровеле глобалне и либералне елите из Владе Француске, Европске уније или Уједињених нација; описују га као „геноцид заменом”.
Теорија завере нашла је подршку у Европи, а такође је постала популарна међу антимигрантским и белим националистичким покретима из других делова Запада; многи од њихових присталица тврде да „имигранти хрле у претежно беле земље са прецизном сврхом да бело становништво учине мањином у својој земљи или чак изазову изумирање домаћег становништва“. Она је у складу са (и део је) шире теорије завере о геноциду белаца осим у стратешкој замени антисемитских канадера исламофобијом. Ова замена, заједно са употребом једноставних свеобухватних слогана, наводе се као разлози за њену ширу привлачност у паневропском контексту, иако концепт остаје укорењен у антисемитизму код многих белих националистичких покрета, посебно (али не искључиво) у Сједињеним Америчким Државама.
Иако је Ками јавно осудио насиље белих националиста, научници су тврдили да су позиви на насиље имплицитни у његовом приказу небелих миграната као егзистенцијалне претње белом становништву. Неколико екстремно десничарских терориста, укључујући починиоце пуцњаве у џамији у Крајстчерчу 2019. године, пуцњаве у Ел Пасу 2019. и пуцњаве у Бафалу 2022. године, помињало је теорију завере „Велика замена“. Америчке конзервативне медијске личности, укључујући Такера Карлсона и Лауру Инграхам, заступале су идеје о замени. Неки републикански политичари су подржали теорију како би се допали крајње десничарским члановима Републиканске партије и као начин да се сигнализира њихова лојалност Доналду Трампу.

## Позадина
Рено Ками је развио своју теорију завере у две књиге објављене 2010. и 2011. године, у контексту пораста антиимигрантске реторике у јавном дискурсу током претходне деценије. Европа је такође доживела ескалацију исламских терористичких напада током 2000-те 2010-их, и мигрантску кризу која је почела 2015, што је погоршало тензије и припремило јавно мњење за прихватање Камијеве теорије завере. Како ово последње приказује замену становништва за коју се каже да се дешава у кратком временском периоду од једне или две генерације, мигрантска криза је била посебно погодна за ширење Камијевих идеја, док су терористички напади убрзали прихватање конструкта миграната као егзистенцијална претња међу онима који су делили такав поглед на свет.
Камијева тема о будућем пропасти европске културе и цивилизације такође је паралелна са „културолошки песимистичким“ и антиисламским трендом међу европским интелектуалцима тог периода, илустрован у неколико најпродаванијих и директно насловљених књига објављених током 2010-их.

## Концепт
Теорију завере „Велика замена" развио је француски писац Рено Ками, првобитно у књизи из 2010. под насловом L'Abécédaire de l'in-nocence („Абецедариум без штете"), и следеће године у истоименој књизи Le Grand Remplacement (introduction au remplacisme global). Ками је тврдио да је назив Grand Remplacement „дошао до [њега], готово случајно, можда у више или мање несвесној референци на Grand Dérangement Акадијанаца у 18. веку. Коментаришући назив, он је такође изјавио да је његова теорија била „стварноживотна имплементација“ досетке Бертолта Брехта из сатиричне поеме Die Lösung да је најлакше за владу да промени народ да би народ био да народ изгуби своја самоуверења.
Према Камију, „Велика замена” је потхрањена „индустријализацијом”, „деспиритуализацијом” и „декултурацијом”; материјалистичко друштво и глобализам који су створили „заменљивог човека, без икаквих националних, етничких или културних специфичности”, што он назива „глобалним заменом”. Ками тврди да „великој замени није потребна дефиниција“, јер тај термин, према његовим погледима, није „појам“, већ пре „феномен“.
У Камијевој теорији, аутохтони француски народ („замењени“) је описан као демографски замењен не-белим становништвом („замјењујући [народи]“), које углавном долази из Африка или Блиског истоак — у процесу „имиграције људи“ подстакнут „славом замене“.
Ками често користи термине и концепте везане за период Француске окупиране нацистима (1940–1945). Он, на пример, етикетира „колонизаторе“ или „окупаторе“ људе неевропског порекла који живе у Европи, и одбацује оно што он назива „замењивачким елитама“ као „колаборационистичким“. Ками је 2017. године основао организацију под називом Национални савет европског отпора, као самоочигледна референца на Национални савет отпора из Другог светског рата (1943–1945). Ова аналогија са француским Отпором против нацизма описана је као имплицитни позив на мржњу, директну акцију или чак насиље против онога што Ками назива „окупаторима; тј. имигрантима“. Ками је такође упоредио Велику замену и геноцид заменом европских народа са Холокаустом.

### Наведени утицаји
Ками цитира две утицајне личности у епилогу своје књиге Велика замена из 2011: апокалиптичну визију будућих расних односа британског политичара Енока Пауела — изражену у његовом говору „Ријеке крви“ из 1968. — и приказ француског писца Жана Распаила о колапсу Запада од огромног „плимног таласа“ миграције из Трећег света, представљеног у његовом роману The Camp of the Saints из 1973.
Ками је такође изјавио за часопис Тhe Spectator 2016. да се кључ за разумевање „Велике замене“ може наћи у његовој књизи Du Sens из 2002. године. У потоњем је написао да су речи „Француска“ и „Француски“ једнаке природној и физичкој стварности, а не правној. Током истог интервјуа, Ками је споменуо да је почео да смишља своју теорију завере још 1996. године, током припреме за штампу водича о департману Еро, на југу Француске: „Одједном сам схватио да се у веома старим селима [...] и становништво потпуно променило [...] тада сам почео да пишем тако."

## Сличне теме
Упркос сопственим посебностима и концептима, „Велика замена“ је обухваћена већом и старијом теоријом завере „геноцида над белцима“, коју је у САД популарисао неонациста Дејвид Лејн у свом Манифесту о белом геноциду из 1995. године, где је тврдио да владе западних земаља намеравале су да беле људе претворе у „изумрле врсте“.
Идеја о „замени“ под вођством непријатељске елите може се даље пратити до антисемитских теорија завере пре Другог светског рата које су постављале постојање јеврејске завере да се уништи Европа мешањем, посебно у антисемитском бестселеру Едуарда Друмона La France juive (1886). Коментаришући ову сличност, историчар Никола Лебур и политиколог Жан-Ив Ками сугеришу да је Камијев допринос био у томе да замени антисемитске елементе сукобом цивилизација између муслимана и Европљана. Такође у касном 19. веку, империјалистички политичари су се позивали на Жуту опасност у својим негативним поређењима ниског наталитета у Француској и високог наталитета у азијским земљама. Из те тврдње је произашао вештачки генерисан, културни страх да ће Азијати имигранти-радници ускоро „преплавити” Француску. Овој опасности би се наводно могла успешно супротставити само повећана плодност Францускиња. Тада би Француска имала довољно војника да осујети евентуалну поплаву имиграната из Азије. Националистички списи Мориса Бареса из тог периода такође су забележени у идеолошкој генеалогији „велике замене“. Барес је тврдио и 1889. и 1900. да се замена домаћег становништва са комбинованим ефектом имиграције и опадања наталитет дешавала у Француској.
Научници такође истичу модерну сличност са европским неофашистичким и неонацистичким мислиоцима непосредно после рата, посебно са Морисом Бардешеом, Ренеом Бинеом и Гастоном-Армандом Амодрузом, и са концептима које су промовисали од 1960-их па надаље од француски политички покрет Nouvelle Droite.
Повезана и новија теорија завере „Еврабије“, често се наводи као вероватна инспирација за Камијеву „Велику замену“. Теорија Еврабије такође укључује глобалистичке ентитете, које су у то време предводиле и француске и арапске силе, који су се заверавали да исламизују Европу, при чему су муслимани потопили континент кроз имиграцију и већу стопу наталитета. Теорија завере такође приказује имигранте као освајаче или као пету колону, које је на континент позвала корумпирана политичка елита. Научници се углавном слажу да је Ками, иако није био зачетник ове теме, сковао термин „Велика замена“ као слоган и концепт, и на крају га је довео до врхунца популарности 2010-их.

## Анализа

### Демографска статистика
Док се етничка демографија Француске променила као резултат имиграције после Другог светског рата, научници су генерално одбацили тврдње о „великој замени“ као укорењене у преувеличавању имиграционих статистика и ненаучним, расним предрасудама. Географ Лендис Мекелар критиковао је Камијеву тезу због претпоставке „да 'имигранти' треће и четврте генерације некако нису Французи. Истраживачи су различито процењивали муслиманско становништво Француске на између 8,8% и 12,5% у 2017. години, чинећи „замену“ мало вероватном према Мекелару.

### Расне конотације
Према речима научника Ендруа Фергуса Вилсона, док се исламофобична теорија Велике замене може разликовати од паралелне теорије завере о геноциду против белаца: „они деле исти задатак и обе су идеолошки усклађене са такозваним „14 речи“ Дејвид Лејна.“ Године 2021, Anti-Defamation League је написала да „пошто многи бели расисти, посебно они у Сједињеним Државама, криве Јевреје за имиграцију не-белих у САД“, теорија Велике замене све више се повезује са антисемитизмом и меша са теорија завере о геноциду над белцима. Научница Кетлин Белев је тврдила да теорија велике замјене „дозвољава опортунизам у одабиру непријатеља“, али „такође прати централну мотивишућу логику, а то је заштита ствари изнутра [тј. очување и наталитет беле расе], без обзира на спољашњег непријатеља“.
Према аустралијском историчару А. Дирку Мозесу, теорија је облик психолошке пројекције у којој се Европљани — који су спровели насељеничко-колонијалне пројекте који подразумевају елиминацију и замену домородачког становништва насељеничким друштвима — плаше да би им се могло догодити обратно.
У немачком дискурсу, аустријски политиколог Рајнер Баубок довео је у питање употребу термина „замена становништва“ или „размена“ од стране теоретичара завере. Користећи анализу Рут Водак да слоган треба посматрати у његовом историјском контексту, Баубок је закључио да је теорија завере поновно појављивање нацистичке идеологије Umvolkung.

### Популарност
Једноставност и употреба свеобухватних слогана у Камијевим формулацијама — „имате један народ, а у простору једне генерације имате различите људе“ — као и његово уклањање антисемитизма из првобитног неонацистичке „Теорија завере о геноциду белаца”, цитирани су као погодни за популарност „Велике замене“ у Европи.

## Утицај на бели националистички тероризам

### Имплицитни позив на насиље
Камијево коришћење снажних израза као што су „колонизација“ и „окупатори да означи неевропске имигранте и њихову децу описано је као имплицитни позиви на насиље. Научници попут Жан-Ива Камија су тврдили да је теорија завере „Велике замене“ блиско паралелна концепту „ремиграције“, еуфемистичком термину за присилну депортацију небелих имиграната. „Нећемо напустити Европу, натераћемо Африку да напусти Европу“, написао је Ками 2019. да би дефинисао своју политичку агенду за изборе за Европски парламент. Такође је користио други еуфемизам, „Велика репатријација“, да се односи на ремиграцију.
Према историчарима Николасу Банселу и Паскалу Бланшару, као и социологу Ахмеду Бубекером, „најава грађанског рата је имплицитна у теорији 'велике замене' [...] Ова теза је екстремна — и толико упрошћена да је свако може разумети — јер потврђује расну дефиницију нације.“ Скептичан према Камијевом опису имиграната друге или треће генерације као да је сам по себи контрадикторан у терминима—“ они више не мигрирају, они су Французи“ — демограф Ерве Ле Бра је такође критичан према њиховом означавању као пете колоне у Француској или „унутрашњег непријатеља“.

### Инспирисани напади
Неколико оптужених починилаца масовних пуцњава између 2018, 2019. и 2022. навело је страх од изумирања бијеле расе, а посебно теорију замјене. Док је Ками изјавио да је његова сопствена филозофија ненасилна, аналитичари, укључујући Хајди Бајрих из Јужњачког центра за сиромађне, кажу да је идеја о геноциду белаца "несумњиво утицала" на америчке беле супрематисте, потенцијално доводећи до насиља.
У октобру 2018, наоружани нападач је убио 11 људи и ранио 6 у нападу на синагогу Дрво живота у Питсбургу, Пенсилванија. Наоружани нападач је веровао да Јевреји намерно увозе небеле имигранте у Сједињене Државе као део завере против беле расе.
Брентон Харисон Тарант, аустралијски терориста одговоран за масовну пуцњаву у џамији Ел Нур и Исламском центру Линвуд у Крајстчерчу, Нови Зеланд, 15. марта 2019. године, у којој је убијена 51 особа, а рањено 49, назвао је свој манифест Великом заменом, позивајући се на Камијеву књигу. Као одговор, Ками је осудио насиље док је поново потврдио своју жељу за „контра-побуном“ против повећања небеле популације.
У 2019, истраживање Института за стратешки дијалог показало је преко 24.000 помињања Велике замене на друштвеним мрежама у месецу пре пуцњаве у Крајстчерчу, у поређењу са само 3.431 спомињањем у априлу 2012. Употреба израза је порасла у априлу 2019. након пуцњаве у џамији у Крајстчерчу.
Патрик Крусиус, осумњичени за пуцњаву у Ел Пасу 2019. године, објавио је онлајн манифест под називом Незгодна истина алудирајући на „одличну замену“ и изражавајући подршку „стрелцу из Крајстчерча“ неколико минута пре напада. Као оправдање за пуцњаву говорило се о „хиспанској инвазији Тексаса“ која је довела до „културне и етничке замене“ (алудирајући на Реконквисту).
Осумњичени оптужен за пуцњаву у Бафалу 2022. наводио је Велику замену у манифесту који је објавио пре напада. Осумњичени је себе описао као фашисту, белу расу и антисемиту.